# Wauseon, Ohio
Wauseon là một thành phố thuộc quận Fulton, tiểu bang Ohio, Hoa Kỳ. Năm 2010, dân số của thành phố này là 7332 người.

## Dân số
- Dân số năm 2000: 7091 người.
- Dân số năm 2010: 7332 người.